# Zapoteca aculeata
Zapoteca aculeata är en ärtväxtart som först beskrevs av George Bentham, och fick sitt nu gällande namn av Héctor Manuel Hernández. Zapoteca aculeata ingår i släktet Zapoteca och familjen ärtväxter. IUCN kategoriserar arten globalt som starkt hotad. Inga underarter finns listade i Catalogue of Life.